# Verbascum liburnicum
Verbascum liburnicum är en flenörtsväxtart som beskrevs av Borb. och Nym.. Verbascum liburnicum ingår i släktet kungsljus, och familjen flenörtsväxter. Inga underarter finns listade i Catalogue of Life.